# Zwarte frankolijn
De zwarte frankolijn (Francolinus francolinus) is een vogel uit de familie van de fazantachtigen (Phasianidae). De wetenschappelijke naam van de soort is gepubliceerd in 1766 door Linnaeus.

## Voorkomen
De soort komt voor van Anatolië tot Bangladesh en telt zes ondersoorten:
- F. f. francolinus: van Cyprus en Anatolië zuidelijk tot Israël en oostelijk tot Iran en Turkmenistan.
- F. f. arabistanicus: centraal en zuidelijk Irak en zuidwestelijk Iran.
- F. f. bogdanovi: zuidelijk Iran, zuidelijk Afghanistan en zuidwestelijk Pakistan.
- F. f. henrici: zuidelijk Pakistan en westelijk India.
- F. f. asiae: westelijk en centraal India, Nepal en Bhutan.
- F. f. melanonotus: oostelijk India en Bangladesh.

## Beschermingsstatus
De totale populatie is in 2015 geschat op 300.000-850.000 volwassen vogels. Op de Rode Lijst van de IUCN heeft de soort de status niet bedreigd.